# Городские леса Перми

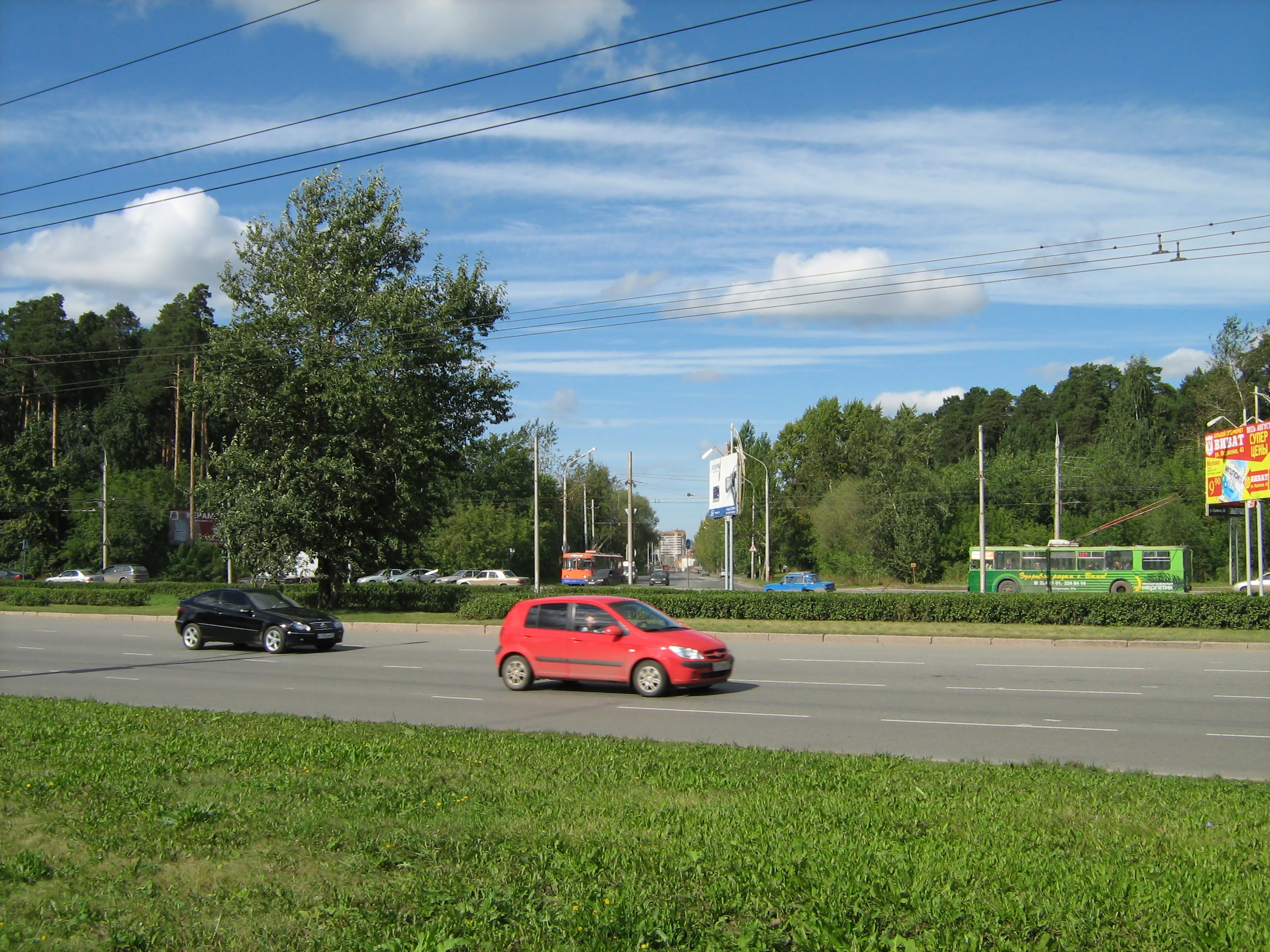
Черняевский лес

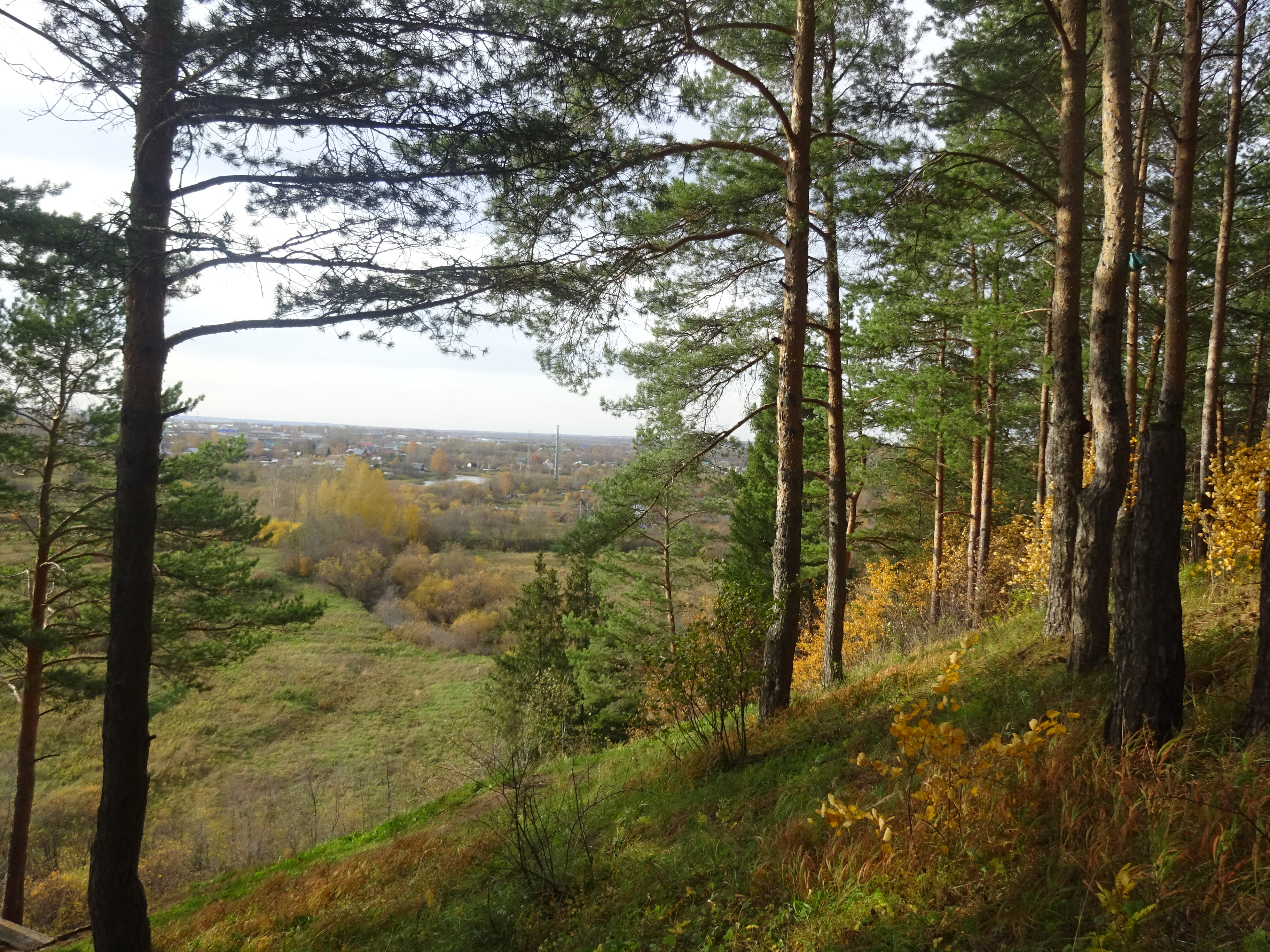
Андроновский лес

Пермь — единственный крупный промышленный центр России, в котором более 40 % территории занимают леса. Общая площадь городских лесов Перми (по состоянию на 2022 год) — 37 978 Га. Они находятся в ведении МКУ «Пермское городское лесничество», которое осуществляет использование, охрану, восстановление и благоустройство лесных массивов. Протяжённость лесов Пермского городского лесничества с севера на юг — 60 км, с востока на запад — 30 км.
В состав Пермского городского лесничества входят следующие участковые лесничества:
- Верхне-Курьинское (7834 га);
- Левшинское (7389 га);
- Мотовилихинское (8582 га);
- Нижне-Курьинское (7266 га);
- Черняевское (791 га)[3];
- Ново-Лядовское (6114 га)

В составе лесов хвойные занимают около 60 % площади, лиственные — 40 %. На левом берегу Камы преобладают ельники дубравно-травные, на правом — сосняки-зеленомошники и берёзовые леса.
Ряд городских ландшафтов имеют статус особо охраняемых природных территорий (ООПТ). В их числе: Черняевский лес, Закамский бор, Верхне-Курьинский, Левшинский, Липовая гора, Сосновый бор, Липогорский, Утиное болото, Андроновский лес, Сарматский смешанный лес, долина реки Рассохи, Бродовские лесные культуры, Язовской, Глушихинский ельник. Ещё несколько природных ландшафтов и лесных массивов могут получить статус ООПТ в перспективе.
На территории Пермского лесничества встречаются редкие и исчезающие виды растений, занесённые в региональные Красные книги — Красную книгу Среднего Урала и Красную книгу Пермского края: лилия кудреватая, любка двулистная, ветреница отогнутая, прострел раскрытый и пр.